# Tetrastemma jeani
Tetrastemma jeani är en djurart som tillhör fylumet slemmaskar, och som beskrevs av McCaul 1963. Tetrastemma jeani ingår i släktet Tetrastemma och familjen Tetrastemmatidae. Inga underarter finns listade i Catalogue of Life.